# チャナッカレ
チャナッカレ（トルコ語:Çanakkale）は、トルコ共和国の行政区、チャナッカレ県の県都であり、国土の北西に位置する。この県はアジア・ヨーロッパにまたがる県域を持ち、ダーダネルス海峡に隔てられており、海峡交通の要所である。チャナッカレの港からは対岸のヨーロッパへと渡るフェリーが頻繁に運航している。軍事要衝だった名残りで、沿岸には軍事施設跡も見られる。トロイの木馬で有名なトロイ遺跡観光へのアクセス拠点として、観光客で賑わう。

## 歴史

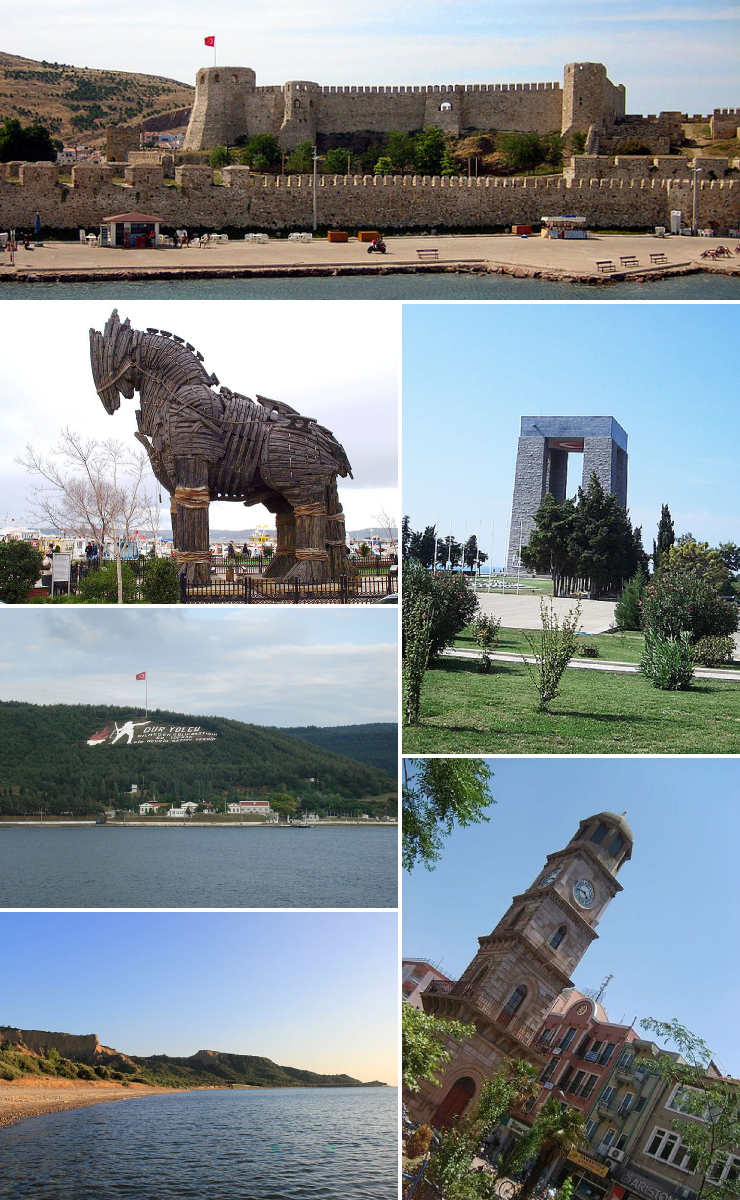
チャナッカレの史跡、名所。上から時計回りに:ボズカーダ城、映画「トロイ」のセットの木馬、「旅人へ」詩碑、アンザック入江、
チャナッカレ・無名殉教者慰霊塔、チャナッカレ時計台

ビザンチン帝国時代の町の名前は、英語名の「ダーダネルス(Dardanelles)」の由来でもあるダルダネリア (Δαρδανέλλια Dardanellia)であった。
紀元前2世紀、この地方はペルガモン王国の支配下にあった。古代都市トロイのあるビガ半島 (Biga) の西側は、トロアス (Troas) と呼ばれていた。重要な居住区だったアレクサンドリア・トロアス地区は、自由貿易港であり、古代ローマ時代貿易の中心地であった。
2世紀にはトラキアからやって来たゴート族によって、付近一帯は攻撃を受けた。7～8世紀には、コンスタンティノープルを攻撃するために、アラブ人が数回、海峡を渡りセストス (en:Sestos) に向かった。
1367年、オスマン帝国がゲリボルの支配権を得た。1460年代のオスマン帝国支配の下で、定住が始まり、貿易港として繁栄した。
1922年にオスマン帝国を破った後、チャナッカレに駐屯していたイギリス軍とフランス軍の間にチャナク危機 (en:Chanak Crisis) が起きる。新生トルコ共和国は、両軍に撤退を要求した。ロイド・ジョージは、トルコの指導者ケマル・アタテュルクが兵器や軍事行動に関して合法的に署名された条約を破棄したため、トルコ軍と交戦しようとした。最終的にイギリス軍、トルコ軍共に手詰まりとなり、第一次世界大戦後の余波もあって、和平交渉がなされた。

## 姉妹都市
- ポメーツィア、イタリア
- オスナブリュック、ドイツ

## アクセス
- 高速バス
  - イスタンブールのオトガルより、約6時間。海峡部分はフェリーで横断する。
  - ベルガマから約4時間半。

- トロイへはバスでおよそ40分